# Schwarz Gottfried
Schwarz Gottfried (Igló, 1707. november 19. – Rinteln, 1786. november 13.) magyarországi német (cipszer) születésű evangélikus evangélikus teológus volt.

## Élete
Schwarz Sámuel kereskedő és felesége, Judit fia volt. Hatéves korában Lőcsére került iskolába, ahol hét évig tanult. Miután édesapja a kereskedői pályára szánta, a magyar nyelv elsajátítása végett Csetnekre és Osgyánba küldte. Itteni tanulmányai befejezése után Eperjesre ment az ottani iskolaigazgatóhoz, Toperczer Péter Pálhoz élelmezésre és szállásra, a helyi gimnáziumban tanult.
1726-ban a jénai egyetemre iratkozott be, ahol különösen Gottlieb Stolle (1673–1744) gyakorolt rá nagy hatást filozófiai, irodalmi és egyháztörténeti tanulmányaiban. Christian Gottlieb Buder (1693–1763) és Martin Schmeitzel (1679–1747) történettudományi, Johann Franz Buddeus teológiai kurzusait hallgatta. Johann Heinrich Köhlertől (?–1737) tanult gyakorlati és elméleti filozófiát, Leonard Hoffmanntól (?–1737) héber és szíriai nyelvet, Georg Erhard Hambergertől pedig (1697–1755) matematikát és fizikát.
1730-ban visszatért Lőcsére tanítani, ahol 1731-ben a gimnázium igazgatója lett. 1734-ben egy családi peres ügyben Pestre utazott, ahol jogi tanulmányokat is folytatott. 1738-ban hosszabb tanulmányútra indult. Útjának főbb állomásai Bécs, Nürnberg, Frankfurt am Main, Marburg, Kassel, Göttingen, Gotha és Jéna voltak, majd 1739-ben a hallei egyetemen magiszteri fokozatot szerzett. 1742-ben az osnabrücki gimnázium igazgatója lett. 1749-ben lett a teológia professzora Rinteln egyetemén, valamint az evangélikus egyház főintendánsa Schaumburg grófságban. Ugyanebben az évben göttingeni Német Társaság tiszteletbeli tagja lett. 1750-ben szerezte meg a helmstedti egyetemen a teológiai doktori fokozatot. 1782-ben kora miatt visszavonult.

## Tudományos munkássága
A teológia, filozófia, történelem és a numizmatika terén is fejtett ki tudományos munkásságot. Szívesen foglalkozott Magyarország történelmével. Az 1739-ben megjelent magiszteri értekezése olyan érdeklődést váltott ki hazájában, különösen a győri püspök részéről, hogy az több kiadásban is megjelent. A felvilágosodás híve volt. Foglalkozott a Szent Korona eredetének kérdésével is, a maga részéről azt egész koronát Bizáncból származtatta.

## Művei
- Diss. inaug. historico-critica de initiis religionis christianae inter Hungaros Ecclesiae orientalis assertis iisdem a dubiis et fabulosis narrationibus repurgatis. Halle, 1739, Edito III Clausenburg, 1749
- Diss. de sensibus et quae Deo tribuuntur sensationibus. Halle, 1740
- Andr. Dudithii ab Horehowitza, Episcopi tunc Tiniensis, Orationes V in Concilio Tridentino habitae, quarum posteriores duae nunc primum e MSS. prodeunt, cum Appendice orationum duarum, quas Geo. Drasoowich in eodem Concilio habuit. Praefatus est ac Dissertationem de vita et scriptis Andr. Dudithii adjecit Lorandus Samuelfy (i. e. Godofr. Schwarz). Halle, 1742
- Imperator Justitianus M. slavicae genti vindicatus. Schediasma historico-philologicum. Wittenberg, 1742
- Oratio de optima studiosam juventutem instituendi ratione. Osnabrück, 1743
- Progr. de sonorum sine mente editorum insidiosi illius linguarum cultoribus vitii, origine. Osnabrück, 1743
- Idea boni consulis, in memoriam Consulis Osnabrug. G. F. de Blechen. Osnabrück, 1744
- Trias observationum grammaticarum, quibus totidem Codicis sacri Veteris Testamenti loca illustrantur. Osnabrück, 1744
- Predigt von der Liebe zu Christo, als einer nothwendigen Eigenschaft eines rechtschaffenden Seelenhirten, über Joh. 21, 15–24. Osnabrück, 1746
- Decadum A. Bonfinii editio nupera Pasonio. Viennensis justo pretio aestimata. Schediasma litterarium et historicum. Osnabrück, 1745
- De praeconcepta eruditione, verae eruditionis obice, comment. moralis. Osnabrück, 1746. 4.
- Tetras observationum sacrarum, quibus totidem Codicis sacri Veteris Testamenti loca illustrantur. Osnabrück, 1746
- Progr. Rei nummariae e medio aevi specimen. Osnabrück, 1747
- Progr. de dignitate memoriae. Osnabrück, 1747
- Elementa Logicae theoreticae. Qsnabrück und Lemgo, 1748
- Unvorgreifliche Gedanken von dem Vorzuge der neuern Weltweisen vor dem alten, eine Einladungsschrift. Osnabrück, 1748
- Progr. de eo, quod judicium vocant. Osnabrück, 1749
- Oratio de perpetuo pietatis et practicae veritatis connubio. Rinteln, 1749
- Oratio de zeli et charitatis in persona theoloci concordia. Rinteln, 1750
- Progr. de justa censura hymnorum, qui publicis eccelesiae alicujus usibus commode serviant. Rinteln, 1750
- Diss. inaug. doctrinae Protestantium de fide sanctitatem demonstrans. Rinteln, 1750
- Christus gesetzt zum Falle, über Luc. 2, 34. 35., eine Predigt. Rinteln, 1750
- Progr. de sensuum in dijudicanda transsubstantiatione missatica testimonio. Rinteln, 1751
- Diss. I – III de sensu verborum Malach. 1, 11 merum elenchum sine ullo vaticinio continentium. Rinteln, 1751 – 1754
- Christus, gesetzt zur Austehung; eine Predigt über Luc. 2, 34. Rinteln, 1751
- C. Flechier's Predigt, am Tag der Bekehrung des heiligen Apostels Paulus im J. 1682 gehalten, aus dem Französischen in's Deutsche übersetzt von Gerhardine Schwarz geb. Brouning, mit einer Vorrede und Anmerkungen herausgegeben. Bückeburg, 1752
- Diss. de Theologia quoad vocabulum. Rinteln, 1755
- Diss. de Theologia quoad defiaitionem. Rinteln, 1755
- Progr. de scientia in Deo media. Rinteln, 1765
- Diss. de articulis fidei. Rinteln, 1755
- C. Flechier zwo christliche Lobreden, auf den Tag aller Heiligen und Pauli Bekerung, sammt der Vorrede zur Rechtfertigung der gottesdienstlichen Verehrung verstorbener Heiligen, übersetzt und mit Anmerkungen herausgegeben. Lemgo, 1756
- Diss. de finienda sacramenti notione. Rinteln, 1758. 4.
- Progr. de oratione primo theoloeiae addiscendae medio. Rinteln, 1758
- Diss. de meditatione altero theologiae addifcendae medio. Rinteln, 1758
- Progr. de tentatione tertio theologiae addiacendae medio. Rinteln, 1758
- Der 19te Psalm Davids übersetzt, eingetheilt, mit Bestätigung des Inhalts und mit den nöthigsten Anmerkungen über die Textworte begleitet, zum Beispiel seiner Psalmenauslegung. Rinteln, 1759
- Diss. de ministroium ecclesiae per impositionem manuum ordinatione, ejus ex constitationibus apostolicis auctoritate, neque ulla ex jure divino necessitate. Rinteln, 1759
- Samuel, Rex Hungariae, qui vulgo Aba audit, ex historico et simul numario monumento, tam nomini quam populo suo restitutus, hallucinationibus et erreribus non paucis, quos Actis suis Sanctorum ad d. IV. Sept. Scriptores Antwerpienses jactantibus, affricarunt, de eadem fidelia dalatia. Lemgo, 1761
- Diss. Fragmentum Theologiae dogmaticae revelatae de homine in statu integro ad Dei imaginem creato. Rinteln, 1761
- Diss. theol. scholastica de Deo unitrino. Rinteln, 1761
- Diss. de homine post lapsum protoplastorum in. statu corsupto. Particula I et II. Rinteln, 1762
- Diss. de operibus Dei in regno naturae, sigillatim I de creatione. Rinteln, 1764
- Diss. de operibus Dei in regno naturae, sigullatim II de conservatione et angelis. Rinteln, 1764
- Diss. de salutis humanae principiis post lapsum, ac primo de benevolentissimi Dei patris amore in Christo. Rinteln, 1764
- Diss, de sacra Domini coena, altero Novi Foederis sacramento. Rinteln, 1764
- Versuch einer Beurtheilung der kritischen Schwänke über den 16ten Psalm in einem sogenannten kritischen Collegio. Rinteln, 1764
- Recensio critica Schmeizetiani de numis Transsylvanicis commentarii, supplementa, emendationes et illustrationes perpetuas continent. Rinteln, 1765
- Flores sparsi ad tabulas pignori ralictarum XIII civitatum Saxon. terrae Scepusiensis in Hupgaria superiori, pietatis sanctae officio ultro libenterque defungente etc. Rinteln, 1765
- Diss. I et II de redemtione Jesu Christi fraterna altero salutis humanae principio post lapsum. Rinteln 1765 – 1766
- Stromateus dissertationum de sacra Domini coena. Rinteln, 1766
- Originam et eccasuum Transsylvaniae auctore Laurentio Toppeltino recensio critica; cum appendice diplomatum aliquot, omnia maxima ad natales gentis Saxonicae in magno Principatu Transsylvaniae inque Comitatu Scepusiensi supertoris Hungariae asserendos et illustrandos. Rinteln, 1766
- Diss. de mediis salutis humanae post lapsum, ac primo de verbo litteris jam Scripturae Sacrae comprehenso. Rinteln, 1767
- Diss. de verbo Dei liiteris jam Scripturae Sacrae compreheaso, theol. dogm. revel, secunda. Rinteln, 1767
- Diss. de gratia Spiritus S. beneficiorum Dei oeconomicorum applicatrice, tertiae salutis humanae principio post lapsum. Rinteln, 1767
- Progr. de ordine salutis humanae post lapsum. Rinteln, 1768
- Diss. de sacramentis in genere deque baptismo Novi Testamenti et absolutione, quam vocant, speciatim. Rinteln, 1768. 4.
- Progr. de ipsa salute fidelium ex Deo renatoram. Rinteln, 1769
- Diss, de Ecclesia Dei. Rinteln, 1769
- Progr. de causis difficultatum in altioribus discipline sire tradendis sive addiscendia. Rinteln, 1769
- Diss. theol. dogm. Prolegomena de praecipuis nominibus Dei in originalibus Scripturae S. textibus sistens. Rinteln, 1771
- Diss. de quatuor novissimis hominis cujusque aditu ilio ad utriusque fortunae conditionem in altera vita. Rinteln, 1771
- Diss, de consummata salute Christo fidelium infideliumque damnatione, nec non de consummatione saeculi. Rinteln, 1771
- Progr. Annorum vitae Tharahhi et Abrahami conciliatio chronologica ad Actor. 7, 4. Rinteln, 1778
- Anzeige von des Herrn Grafen Wolfgang de Bethlen Hist. Hungarico-Dacicarum libris XVI, als einem nach dem gedruckten ersten und ungedruckten anderen Theil zum Verlag ganz ausgefertigt liegenden Werke. Lemgo, 1774
- Recensio critica epitomes rerum Ungaricarum auctore Petro Ranzano, Siculo, cum triplici appendice insignium ad memoriam diplomatum duorum et criseos singularis editionis epitomes Runzani. Tyrnavio. Bndensis. Lemgo, 1774
- Diss. de Deo absoluta spectato, theol. scholast. I et II. Lemgo, 1776–1778
- Entlarvte Bulle Pabsts Sylvesters II, die er an den heiligen Stephanus, König in Ungarn, geschickt haben soll. Sammt ihren widerlegten Behelfen aus der Legende Chartuitii und Pabst Gregorii VII. Briefen. Lemgo, 1777
- Richtiger Verstand der Stelle Jes. 53, 9, sonderlich Herrn D. Kennicot's Berichtigung derselben, eine Einladungsschrift zur Zusammenkunft der Prediger in Hessen Schaumburg. Rinteln, 1779
- Die große Gefahr der Todten Erkenntniß Christi und seiner heiligen Wahrheiten, über Matth. 2, 1–12. Rinteln, 1780
- Auffschließung der prophetischen Stelle Amos 8, 1–3; eine Einladungsschrift zur Predigerzusammenkunft. Rinteln, 1781
- Exercitationes oratione prosa et versu dicendi scribendique quas vel pro tempore vel unius linguae acuendae gratia composuit olim, nunc in unum congestae edidit. Rinteln, 1781
- Gewisses Aergerniß, wenn, die da Zeugen der Wahrheit syen sollten, sich oft von Irrgläubigen beschämen lassen müssen, eine Predigt über Luc. 10, 23–37. Rinteln, 1782
- Catalogus scriptorum de rebus omnis generis Hungariae, concorporatarum provinciarum gentiumque finitimarum. Rinteln, 1784
- Christi Unterweisung, wie die Kinder des Lichts die Klugheit der Kinder dieser Welt heiligen können und sollen, eine Predigt über Luc. 16, 1–9. Rinteln, 1784

## Fordítás
- Ez a szócikk részben vagy egészben a Gottfried Schwarz (Theologe) című német Wikipédia-szócikk ezen változatának fordításán alapul.  Az eredeti cikk szerkesztőit annak laptörténete sorolja fel. Ez a jelzés csupán a megfogalmazás eredetét és a szerzői jogokat jelzi, nem szolgál a cikkben szereplő információk forrásmegjelöléseként.